# 7 Television Commercials
7 Television Commercials è un DVD del gruppo musicale inglese Radiohead che raccoglie 7 videoclips di altrettanti successi della band dal 1995 al 1997. La raccolta è stata pubblicata nel 2003 ed è disponibile anche in VHS.

## Contenuto
1. Paranoid Android (1997)
2. Street Spirit (1995)
3. No Surprises (1997)
4. Just (1995)
5. High & Dry (US version) (1996)
6. Karma Police (1997)
7. Fake Plastic Trees (1995)